# Geogarypus indicus
Espèce
Synonymes
- Garypus indicus Beier, 1930
- Indogarypus indicus (Beier, 1930)

Geogarypus indicus est une espèce de pseudoscorpions de la famille des Geogarypidae.

## Distribution
Cette espèce se rencontre en Inde et au Sri Lanka.

## Étymologie
Son nom d'espèce lui a été donné en référence au lieu de sa découverte, l'Inde.

## Systématique et taxinomie
Cette espèce a été décrite sous le protonyme Garypus indicus par Beier en 1930. Elle est placée dans le genre Geogarypus par Beier en 1932 puis dans le genre Indogarypus par Harvey en 1986 puis de nouveau dans le genre Geogarypus par Novák et Harvey en 2019.

## Publication originale
- Beier, 1930 : Die Pseudoskorpione der Sammlung Roewer. Zoologischer Anzeiger, vol. 91, p. 284-300.